# Талут
Талу́т (араб. طَالُوت‎) — основатель и первый царь Израильского царства, который был призван для войны с амаликитами и филистимлянами. Божье веление об избрании его царём было передано через пророка Шамвиля (Самуил). Отождествляется с библейским царём Саулом.

## Биография
Между израильтянами и языческими племенами амаликитянами постоянно происходили столкновения. Племя амаликитов, которое проживало между Египтом и Палестиной нанесло израильтянам ряд тяжелых поражений. Предводителем амаликитян был Джалут (Голиаф), в плену которых находились сотни знатных израильских сыновей. Устрашённые Джалутом старейшины обратились к пророку Шамвилю, чтобы он избрал для всех израилевых колен единого царя, который объединил бы весь народ Израиля против врага. Однако Шамвиль опасался того, что требования его соплеменников окажутся всего лишь голословными заявлениями, за которыми не последуют праведные деяния, и поэтому он спросил свой народ, насколько решительно они настроены. Израильтяне пообещали исправно выполнять свои обязанности и заявили, что каждый из них обязан принять участие в священной войне, ибо только так они могли вернуть себе свои жилища и вернуться на родину.

 Отчего же нам не сражаться на пути Аллаха, если мы изгнаны из наших жилищ и разлучены с нашими детьми?

Оригинальный текст (ар.)وَمَا لَنَا أَلَّا نُقَاتِلَ فِي سَبِيلِ اللهِ وَقَدْ أُخْرِجْنَا مِن دِيَارِنَا وَأَبْنَائِنَ— 2:246 (Кулиев)
 Израильтяне имели в виду, что ничто не помешает им сражаться, поскольку они были охвачены гневом, жаждали мести и имели право сражаться за своих пленённых детей.
В некоторых источниках[каких?], пророк Шамвиль обратился к Аллаху с мольбой, и она была удовлетворена. Сильный и умный Талут был назначен царём. По другой версии, после того как Шамвиль попросил Аллаха указать на того, кто будет израильским царём, с неба пророку были ниспосланы чаша с маслом и длинный жезл, а также дано откровение следующего содержания: «Избрания царём достоин тот, кто ростом будет равен жезлу и при появлении которого в доме твоем закипит масло». Услышав об этом, израильтяне стали стекаться в дом пророка Шамвиля, но масло всё не закипало и ростом никто из них не был равен жезлу. Однажды в дом к Шамвилю за советом пришёл потомок израильского колена Биньямина по имени Талут. Как только он перешёл порог дома, масло вскипело, а затем жезл Талуту пришёлся ровно по росту.